# Fraxinus ornus
Fraxinus ornus (tên tiếng Anh manna ash or South European flowering ash) là một loài thực vật thuộc chi Fraxinus bản địa nam châu Âu và tây nam châu Á, từ Tây Ban Nha và Italia về phía bắc đến Áo, Ba Lan và Cộng hòa Séc, về phía đông qua Balkans, Thổ Nhĩ Kỳ, và tây Syria đến Liban và Armenia.